# Temporada 2015 del Campeonato Mundial de Resistencia de la FIA

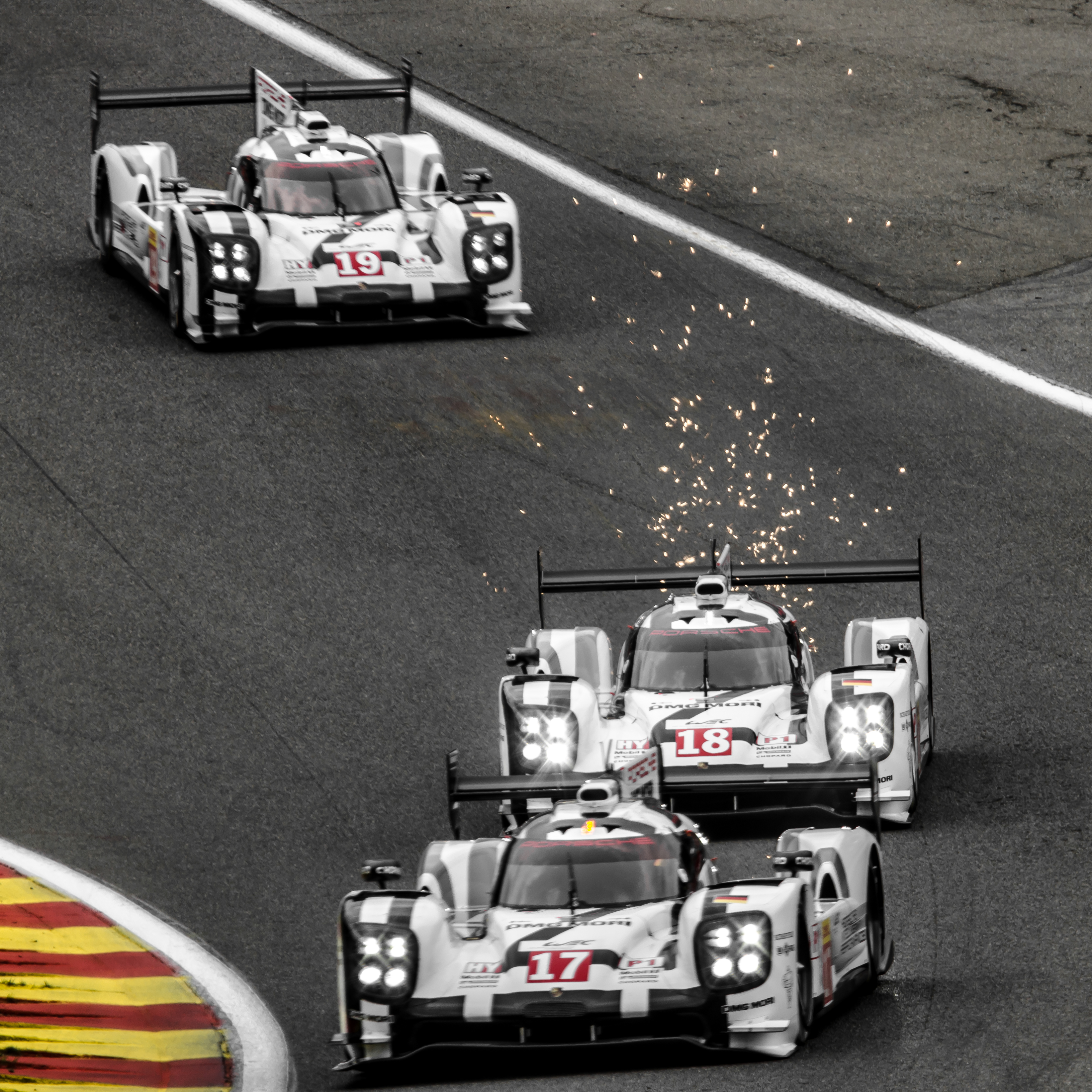
Los 3 Porsche 919 que ocupaban los 3 primeros puestos en la salida de las 6 horas de Spa.

La Temporada 2015 del Campeonato Mundial de Resistencia de la FIA fue la cuarta edición del Campeonato Mundial de Resistencia de la FIA. Fue coorganizado por la Federación Internacional del Automóvil (FIA) y Automobile Club de l'Ouest (ACO). La temporada contiene 8 carreras, dentro de las cuales están las 24 Horas de Le Mans. Empezó el 12 de abril con las 6 Horas de Silverstone y terminó el 21 de noviembre con las 6 Horas de Baréin.

## Calendario
| Ronda | Carrera                              | Circuito                           | Ubicación                | Fecha            |
| ----- | ------------------------------------ | ---------------------------------- | ------------------------ | ---------------- |
| 1     | 6 Horas de Silverstone               | Circuito de Silverstone            | Silverstone, Reino Unido | 12 de abril      |
| 2     | 6 Horas de Spa-Francorchamps         | Circuito de Spa-Francorchamps      | Spa, Bélgica             | 2 de mayo        |
| 3     | 24 Horas de Le Mans                  | Circuito de la Sarthe              | Le Mans, Francia         | 13 y 14 de junio |
| 4     | 6 Horas de Nürburgring               | Nürburgring                        | Nürburg, Alemania        | 30 de agosto     |
| 5     | 6 Horas del Circuito de las Américas | Circuito de las Américas           | Austin, Estados Unidos   | 19 de septiembre |
| 6     | 6 Horas de Fuji                      | Fuji Speedway                      | Shizuoka, Japón          | 11 de octubre    |
| 7     | 6 Horas de Shanghái                  | Circuito Internacional de Shanghái | Shanghái, China          | 1 de noviembre   |
| 8     | 6 Horas de Baréin                    | Circuito Internacional de Baréin   | Sakhir, Baréin           | 21 de noviembre  |

## Escuderías y pilotos
Inscripción para toda la temporada, elegible para cualquier campeonato.
     Tercer automóvil. Elegible para puntuar solamente en el campeonato de equipos.
     Automóvil adicional. Elegible para el campeonato de pilotos; elegible para el campeonato de constructores únicamente en las 24 Horas de Le Mans.
| Escudería                 | Automóvil                           | Neu. | N.º  | Pilotos             | Pilotos              | Pilotos                  | Rondas    |
| LMP1                      | LMP1                                | LMP1 | LMP1 | LMP1                | LMP1                 | LMP1                     | LMP1      |
| ------------------------- | ----------------------------------- | ---- | ---- | ------------------- | -------------------- | ------------------------ | --------- |
| Toyota Racing             | Toyota TS040 Hybrid                 | M    | 1    | Anthony Davidson    | Sébastien Buemi      | Kazuki Nakajima          | 1, 3-8    |
| Toyota Racing             | Toyota TS040 Hybrid                 | M    | 1    | Anthony Davidson    | Sébastien Buemi      | 2                        |           |
| Toyota Racing             | Toyota TS040 Hybrid                 | M    | 2    | Alexander Wurz      | Stéphane Sarrazin    | Mike Conway              | Todas     |
| ByKolles Racing           | CLM P1/01-AER                       | M    | 4    | Simon Trummer       | Vitantonio Liuzzi    | Christian Klien          | 1-2       |
| ByKolles Racing           | CLM P1/01-AER                       | M    | 4    | Simon Trummer       | Pierre Kaffer        | Tiago Monteiro           | 3         |
| ByKolles Racing           | CLM P1/01-AER                       | M    | 4    | Simon Trummer       | Pierre Kaffer        | 4-8                      |           |
| Audi Sport Team Joest     | Audi R18 e-tron quattro             | M    | 7    | Marcel Fässler      | André Lotterer       | Benoît Tréluyer          | Todas     |
| Audi Sport Team Joest     | Audi R18 e-tron quattro             | M    | 8    | Oliver Jarvis       | Lucas Di Grassi      | Loïc Duval               | Todas     |
| Audi Sport Team Joest     | Audi R18 e-tron quattro             | M    | 9    | Filipe Albuquerque  | Marco Bonanomi       | René Rast                | 2-3       |
| Rebellion Racing          | Rebellion R-One-AER                 | M    | 12   | Nicolas Prost       | Mathias Beche        | Nick Heidfeld            | 3-5       |
| Rebellion Racing          | Rebellion R-One-AER                 | M    | 12   | Nicolas Prost       | Mathias Beche        | 6-8                      |           |
| Rebellion Racing          | Rebellion R-One-AER                 | M    | 13   | Dominik Kraihamer   | Alexandre Imperatori | Daniel Abt               | 3-6       |
| Rebellion Racing          | Rebellion R-One-AER                 | M    | 13   | Dominik Kraihamer   | Alexandre Imperatori | 7-8                      |           |
| Porsche Team              | Porsche 919 Hybrid                  | M    | 17   | Timo Bernhard       | Mark Webber          | Brendon Hartley          | Todas     |
| Porsche Team              | Porsche 919 Hybrid                  | M    | 18   | Romain Dumas        | Neel Jani            | Marc Lieb                | Todas     |
| Porsche Team              | Porsche 919 Hybrid                  | M    | 19   | Nico Hülkenberg     | Earl Bamber          | Nick Tandy               | 2-3       |
| Nissan Motorsports        | Nissan GT-R LM Nismo                | M    | 21   | Tsugio Matsuda      | Lucas Ordóñez        | Mark Shulzhitskiy        | 3         |
| Nissan Motorsports        | Nissan GT-R LM Nismo                | M    | 22   | Harry Tincknell     | Michael Krumm        | Olivier Pla              | 3         |
| Nissan Motorsports        | Nissan GT-R LM Nismo                | M    | 23   | Olivier Pla         | Jann Mardenborough   | Max Chilton              | 3         |
| LMP2                      |                                     |      |      |                     |                      |                          |           |
| G-Drive Racing            | Ligier JS P2-Nissan                 | D    | 26   | Roman Rusinov       | Julien Canal         | Sam Bird                 | Todas     |
| G-Drive Racing            | Ligier JS P2-Nissan                 | D    | 28   | Gustavo Yacamán     | Pipo Derani          | Ricardo González         | Todas     |
| Extreme Speed Motorsports | HPD ARX-03b-HPD Ligier JS P2-HPD    | D    | 30   | Scott Sharp         | Ryan Dalziel         | David Heinemeier Hansson | Todas     |
| Extreme Speed Motorsports | HPD ARX-03b-HPD Ligier JS P2-HPD    | D    | 31   | Ed Brown            | Jon Fogarty          | David Brabham            | 1         |
| Extreme Speed Motorsports | HPD ARX-03b-HPD Ligier JS P2-HPD    | D    | 31   | Ed Brown            | Jon Fogarty          | Johannes van Overbeek    | 2-8       |
| OAK Racing                | Ligier JS P2-HPD                    | D    | 34   | Chris Cumming       | Laurens Vanthoor     | Kévin Estre              | 3         |
| OAK Racing                | Ligier JS P2-Nissan                 | D    | 35   | Jacques Nicolet     | Jean-Marc Merlin     | Erik Maris               | 1-3       |
| Signatech Alpine          | Alpine A450b-Nissan                 | D    | 36   | Nelson Panciatici   | Paul-Loup Chatin     | Vincent Capillaire       | 1-6       |
| Signatech Alpine          | Alpine A450b-Nissan                 | D    | 36   | Nelson Panciatici   | Paul-Loup Chatin     | Tom Dillmann             | 7-8       |
| Strakka Racing            | Dome S103-Nissan Gibson 015S-Nissan | D    | 42   | Nick Leventis       | Jonny Kane           | Danny Watts              | Todas     |
| Team SARD-Morand          | Morgan Evo-SARD                     | D    | 43   | Pierre Ragues       | Oliver Webb          | Zoël Amberg              | 2-3       |
| Team SARD-Morand          | Morgan Evo-SARD                     | D    | 43   | Pierre Ragues       | Oliver Webb          | Archie Hamilton          | 4-5       |
| Team SARD-Morand          | Morgan Evo-SARD                     | D    | 43   | Pierre Ragues       | Oliver Webb          | Chris Cumming            | 6-8       |
| KCMG                      | Oreca 05-Nissan                     | D    | 47   | Matthew Howson      | Richard Bradley      | Nick Tandy               | 1, 4, 6-8 |
| KCMG                      | Oreca 05-Nissan                     | D    | 47   | Matthew Howson      | Richard Bradley      | Nicolas Lapierre         | 2-3, 5    |
| LMGTE Pro                 |                                     |      |      |                     |                      |                          |           |
| AF Corse                  | Ferrari 458 Italia                  | M    | 51   | Gianmaria Bruni     | Toni Vilander        |                          | 1-2, 4-8  |
| AF Corse                  | Ferrari 458 Italia                  | M    | 51   | Gianmaria Bruni     | Toni Vilander        | Giancarlo Fisichella     | 3         |
| AF Corse                  | Ferrari 458 Italia                  | M    | 71   | Davide Rigon        | James Calado         |                          | 1-2, 4-8  |
| AF Corse                  | Ferrari 458 Italia                  | M    | 71   | Davide Rigon        | James Calado         | Olivier Beretta          | 3         |
| Porsche Team Manthey      | Porsche 911 RSR                     | M    | 91   | Richard Lietz       | Michael Christensen  |                          | 1, 4-8    |
| Porsche Team Manthey      | Porsche 911 RSR                     | M    | 91   | Sven Müller         | Kévin Estre          |                          | 2         |
| Porsche Team Manthey      | Porsche 911 RSR                     | M    | 91   | Richard Lietz       | Michael Christensen  | Jörg Bergmeister         | 3         |
| Porsche Team Manthey      | Porsche 911 RSR                     | M    | 92   | Frédéric Makowiecki | Patrick Pilet        |                          | 1, 4-8    |
| Porsche Team Manthey      | Porsche 911 RSR                     | M    | 92   | Frédéric Makowiecki | Richard Lietz        |                          | 2         |
| Porsche Team Manthey      | Porsche 911 RSR                     | M    | 92   | Frédéric Makowiecki | Patrick Pilet        | Wolf Henzler             | 3         |
| Aston Martin Racing       | Aston Martin Vantage V8             | M    | 95   | Christoffer Nygaard | Marco Sørensen       | Nicki Thiim              | 1, 3, 8   |
| Aston Martin Racing       | Aston Martin Vantage V8             | M    | 95   | Christoffer Nygaard | Marco Sørensen       | 2, 4-6                   |           |
| Aston Martin Racing       | Aston Martin Vantage V8             | M    | 97   | Darren Turner       | Stefan Mücke         |                          | 1         |
| Aston Martin Racing       | Aston Martin Vantage V8             | M    | 97   | Darren Turner       | Stefan Mücke         | Robert Bell              | 2-3       |
| Aston Martin Racing       | Aston Martin Vantage V8             | M    | 97   | Darren Turner       | Stefan Mücke         | Jonathan Adam            | 4         |
| Aston Martin Racing       | Aston Martin Vantage V8             | M    | 97   | Darren Turner       | Jonathan Adam        |                          | 5-8       |
| Aston Martin Racing       | Aston Martin Vantage V8             | M    | 99   | Fernando Rees       | Alex MacDowall       | Richie Stanaway          | 1-5, 7-8  |
| Aston Martin Racing       | Aston Martin Vantage V8             | M    | 99   | Fernando Rees       | Alex MacDowall       | Stefan Mücke             | 6         |
| LMGTE Am                  |                                     |      |      |                     |                      |                          |           |
| Larbre Compétition        | Chevrolet Corvette C7.R             | M    | 50   | Gianluca Roda       | Paolo Ruberti        | Kristian Poulsen         | 1-5, 8    |
| Larbre Compétition        | Chevrolet Corvette C7.R             | M    | 50   | Gianluca Roda       | Paolo Ruberti        | Nicolai Sylvest          | 6-7       |
| AF Corse                  | Ferrari 458 Italia                  | M    | 55   | Duncan Cameron      | Matt Griffin         | Alex Mortimer            | 2-3       |
| AF Corse                  | Ferrari 458 Italia                  | M    | 61   | Peter Ashley Mann   | Raffaele Giammaria   | Matteo Cressoni          | 3         |
| AF Corse                  | Ferrari 458 Italia                  | M    | 83   | François Perrodo    | Emmanuel Collard     | Rui Águas                | 1-7       |
| AF Corse                  | Ferrari 458 Italia                  | M    | 83   | François Perrodo    | Emmanuel Collard     | Matteo Cressoni          | 8         |
| SMP Racing                | Ferrari 458 Italia                  | M    | 72   | Viktor Shaitar      | Aleksey Basov        | Andrea Bertolini         | Todas     |
| Dempsey-Proton Racing     | Porsche 911 RSR                     | M    | 77   | Patrick Long        | Marco Seefried       | Patrick Dempsey          | 1-7       |
| Dempsey-Proton Racing     | Porsche 911 RSR                     | M    | 77   | Patrick Long        | Marco Seefried       | Christian Ried           | 8         |
| Abu Dhabi-Proton Racing   | Porsche 911 RSR                     | M    | 88   | Khaled Al Qubaisi   | Christian Ried       | Klaus Bachler            | 1-3, 7    |
| Abu Dhabi-Proton Racing   | Porsche 911 RSR                     | M    | 88   | Khaled Al Qubaisi   | Christian Ried       | Earl Bamber              | 4-6       |
| Abu Dhabi-Proton Racing   | Porsche 911 RSR                     | M    | 88   | Khaled Al Qubaisi   | Marco Mapelli        | Klaus Bachler            | 8         |
| Aston Martin Racing       | Aston Martin Vantage V8             | M    | 96   | Stuart Hall         | Francesco Castelacci | Roald Goethe             | 1-4, 8    |
| Aston Martin Racing       | Aston Martin Vantage V8             | M    | 96   | Stuart Hall         | Francesco Castelacci | Benny Simonsen           | 5         |
| Aston Martin Racing       | Aston Martin Vantage V8             | M    | 96   | Stuart Hall         | Francesco Castelacci | Liam Griffin             | 6-7       |
| Aston Martin Racing       | Aston Martin Vantage V8             | M    | 98   | Paul Dalla Lana     | Pedro Lamy           | Mathias Lauda            | Todas     |

## Resultados y estadísticas

### Resultados
| Rnd. | Circuito          | Ganadores LMP1                                | Ganadores LMP2                                   | Ganadores LMGTE Pro                          | Ganadores LMGTE Am                            |
| ---- | ----------------- | --------------------------------------------- | ------------------------------------------------ | -------------------------------------------- | --------------------------------------------- |
| 1    | Silverstone       | N.º 7 Audi Sport Team Joest                   | N.º 26 G-Drive Racing                            | N.º 51 AF Corse                              | N.º 98 Aston Martin Racing                    |
| 1    | Silverstone       | André Lotterer Marcel Fässler Benoît Tréluyer | Roman Rusinov Julien Canal Sam Bird              | Gianmaria Bruni Toni Vilander                | Paul Dalla Lana Pedro Lamy Mathias Lauda      |
| 2    | Spa-Francorchamps | N.º 7 Audi Sport Team Joest                   | N.º 28 G-Drive Racing                            | N.º 99 Aston Martin Racing V8                | N.º 98 Aston Martin Racing                    |
| 2    | Spa-Francorchamps | André Lotterer Marcel Fässler Benoît Tréluyer | Gustavo Yacamán Ricardo González Pipo Derani     | Fernando Rees Alex MacDowall Richie Stanaway | Paul Dalla Lana Pedro Lamy Mathias Lauda      |
| 3    | Le Mans           | N.º 19 Porsche Team                           | N.º 47 KCMG                                      | N.º 71 AF Corse                              | N.º 72 SMP Racing                             |
| 3    | Le Mans           | Nico Hülkenberg Earl Bamber Nick Tandy        | Matthew Howson Richard Bradley Nicholas Lapierre | Davide Rigon James Calado Olivier Beretta    | Viktor Shaitar Aleksey Basov Andrea Bertolini |
| 4    | Nürburgring       | N.º 17 Porsche Team                           | N.º 47 KCMG                                      | N.º 91 Porsche Team Manthey                  | N.º 72 SMP Racing                             |
| 4    | Nürburgring       | Timo Bernhard Mark Webber Brendon Hartley     | Matthew Howson Richard Bradley Nick Tandy        | Richard Lietz Michael Christensen            | Viktor Shaitar Aleksey Basov Andrea Bertolini |
| 5    | Austin            | N.º 17 Porsche Team                           | N.º 26 G-Drive Racing                            | N.º 91 Porsche Team Manthey                  | N.º 72 SMP Racing                             |
| 5    | Austin            | Timo Bernhard Mark Webber Brendon Hartley     | Roman Rusinov Julien Canal Sam Bird              | Richard Lietz Michael Christensen            | Viktor Shaitar Aleksey Basov Andrea Bertolini |
| 6    | Fuji              | N.º 17 Porsche Team                           | N.º 26 G-Drive Racing                            | N.º 51 AF Corse                              | N.º 77 Dempsey Racing-Proton                  |
| 6    | Fuji              | Timo Bernhard Mark Webber Brendon Hartley     | Roman Rusinov Julien Canal Sam Bird              | Gianmaria Bruni Toni Vilander                | Patrick Dempsey Patrick Long Marco Seefried   |
| 7    | Shanghái          | N.º 17 Porsche Team                           | N.º 36 Signatech Alpine                          | N.º 91 Porsche Team Manthey                  | N.º 83 AF Corse                               |
| 7    | Shanghái          | Timo Bernhard Mark Webber Brendon Hartley     | Nelson Panciatici Paul-Loup Chatin Tom Dillmann  | Richard Lietz Michael Christensen            | François Perrodo Emmanuel Collard Rui Águas   |
| 8    | Bahrain           | N.º 18 Porsche Team                           | N.º 26 G-Drive Racing                            | N.º 92 Porsche Team Manthey                  | N.º 98 Aston Martin Racing                    |
| 8    | Bahrain           | Marc Lieb Romain Dumas Neel Jani              | Roman Rusinov Julien Canal Sam Bird              | Frédéric Makowiecki Patrick Pilet            | Paul Dalla Lana Pedro Lamy Mathias Lauda      |

### Campeonatos de pilotos
Cinco títulos se otorgan a los pilotos en la temporada de 2015. El Campeonato Mundial está reservado para los conductores de LMP1 y LMP2, mientras que la Copa del Mundo de Pilotos GT está disponible para los conductores en las categorías LMGTE. Además, tres Trofeos FIA de Resistencia también se otorgaron a los conductores en las categorías LMP2 y LMGTE Am, así como para pilotos de equipos privados en la categoría LMP1. 

#### Campeonato Mundial de Resistencia de pilotos
| Pos. | Piloto             | Equipo                | SIL | SPA | LMS | NÜR | COA | FUJ | SHA | BHR | Puntos totales |
| ---- | ------------------ | --------------------- | --- | --- | --- | --- | --- | --- | --- | --- | -------------- |
| 1    | Timo Bernhard      | Porsche Team          | Ret | 3   | 2   | 1   | 1   | 1   | 1   | 5   | 166            |
| 1    | Mark Webber        | Porsche Team          | Ret | 3   | 2   | 1   | 1   | 1   | 1   | 5   | 166            |
| 1    | Brendon Hartley    | Porsche Team          | Ret | 3   | 2   | 1   | 1   | 1   | 1   | 5   | 166            |
| 2    | André Lotterer     | Audi Sport Team Joest | 1   | 1   | 3   | 3   | 2   | 3   | 3   | 2   | 161            |
| 2    | Marcel Fässler     | Audi Sport Team Joest | 1   | 1   | 3   | 3   | 2   | 3   | 3   | 2   | 161            |
| 2    | Benoît Tréluyer    | Audi Sport Team Joest | 1   | 1   | 3   | 3   | 2   | 3   | 3   | 2   | 161            |
| 3    | Marc Lieb          | Porsche Team          | 2   | 2   | 5   | 2   | 12  | 2   | 2   | 1   | 138.5          |
| 3    | Romain Dumas       | Porsche Team          | 2   | 2   | 5   | 2   | 12  | 2   | 2   | 1   | 138.5          |
| 3    | Neel Jani          | Porsche Team          | 2   | 2   | 5   | 2   | 12  | 2   | 2   | 1   | 138.5          |
| 4    | Loïc Duval         | Audi Sport Team Joest | 5   | 7   | 4   | 4   | 3   | 4   | 4   | 6   | 99             |
| 4    | Lucas di Grassi    | Audi Sport Team Joest | 5   | 7   | 4   | 4   | 3   | 4   | 4   | 6   | 99             |
| 4    | Oliver Jarvis      | Audi Sport Team Joest | 5   | 7   | 4   | 4   | 3   | 4   | 4   | 6   | 99             |
| 5    | Anthony Davidson   | Toyota Racing         | 3   | 8   | 8   | 5   | 4   | 5   | 6   | 4   | 79             |
| 5    | Sébastien Buemi    | Toyota Racing         | 3   | 8   | 8   | 5   | 4   | 5   | 6   | 4   | 79             |
| 6    | Alexander Wurz     | Toyota Racing         | 4   | 5   | 6   | 6   | Ret | 6   | 5   | 3   | 79             |
| 6    | Mike Conway        | Toyota Racing         | 4   | 5   | 6   | 6   | Ret | 6   | 5   | 3   | 79             |
| 6    | Stéphane Sarrazin  | Toyota Racing         | 4   | 5   | 6   | 6   | Ret | 6   | 5   | 3   | 79             |
| 7    | Kazuki Nakajima    | Toyota Racing         | 3   | WD  | 8   | 5   | 4   | 5   | 6   | 4   | 75             |
| 8    | Nick Tandy         | KCMG                  | 9   |     |     | 7   |     | Ret | 11  | 8   | 70.5           |
| 8    | Nick Tandy         | Porsche Team          |     | 6   | 1   |     |     |     |     |     | 70.5           |
| 9    | Earl Bamber        | Porsche Team          |     | 6   | 1   |     |     |     |     |     | 58             |
| 9    | Nico Hülkenberg    | Porsche Team          |     | 6   | 1   |     |     |     |     |     | 58             |
| 10   | Roman Rusinov      | G-Drive Racing        | 6   | 17  | 10  | 8   | 5   | 9   | 10  | 7   | 33.5           |
| 10   | Julien Canal       | G-Drive Racing        | 6   | 17  | 10  | 8   | 5   | 9   | 10  | 7   | 33.5           |
| 10   | Sam Bird           | G-Drive Racing        | 6   | 17  | 10  | 8   | 5   | 9   | 10  | 7   | 33.5           |
| 11   | Matthew Howson     | KCMG                  | 9   | 11  | 9   | 7   | 6   | Ret | 11  | 8   | 25             |
| 11   | Richard Bradley    | KCMG                  | 9   | 11  | 9   | 7   | 6   | Ret | 11  | 8   | 25             |
| 12   | Filipe Albuquerque | Audi Sport Team Joest |     | 4   | 7   |     |     |     |     |     | 24             |
| 12   | Marco Bonanomi     | Audi Sport Team Joest |     | 4   | 7   |     |     |     |     |     | 24             |
| 12   | René Rast          | Audi Sport Team Joest |     | 4   | 7   |     |     |     |     |     | 24             |
| Pos. | Piloto             | Equipo                | SIL | SPA | LMS | NÜR | COA | FUJ | SHA | BHR | Puntos totales |

| Color     | Resultado                                                               |
| --------- | ----------------------------------------------------------------------- |
| Oro       | Ganador                                                                 |
| Plata     | 2.ª plaza                                                               |
| Bronce    | 3.ª plaza                                                               |
| Verde     | Finalizó en los puntos                                                  |
| Azul      | Finalizó sin puntos                                                     |
| Azul      | NC - No clasificado                                                     |
| Violeta   | Ret - No terminó (Carrera)                                              |
| Rojo      | DNQ - No se clasificó                                                   |
| Negro     | DSQ - Descalificado                                                     |
| Blanco    | DNS - No empezó (carrera)                                               |
| Blanco    | WD - Retirado (fin de semana)                                           |
| Blanco    | C - Carrera cancelada                                                   |
| Sin color | DNP - Inscrito pero no participó                                        |
| Sin color | INJ - Lesionado                                                         |
| Sin color | EX - Excluido                                                           |
| Estado    | Resultado                                                               |
| Negrita   | Pole position                                                           |
| Cursiva   | Vuelta rápida                                                           |
| †         | Abandona, pero clasifica al completar el porcentaje requerido para ello |

#### Copa del Mundo de Resistencia para pilotos de GT
| Pos. | Pilotos             | Equipo                 | SIL | SPA | LMS | NÜR | COA | FUJ | SHA | BHR | Puntos totales |
| ---- | ------------------- | ---------------------- | --- | --- | --- | --- | --- | --- | --- | --- | -------------- |
| 1    | Richard Lietz       | Porsche Team Manthey   | 2   | 2   | 7   | 1   | 1   | 4   | 1   | 5   | 145            |
| 2    | Gianmaria Bruni     | AF Corse               | 1   | 4   | 4   | 14  | 7   | 1   | 2   | 2   | 131.5          |
| 2    | Toni Vilander       | AF Corse               | 1   | 4   | 4   | 14  | 7   | 1   | 2   | 2   | 131.5          |
| 3    | Michael Christensen | Porsche Team Manthey   | 2   |     | 7   | 1   | 1   | 4   | 1   | 5   | 127            |
| 4    | Davide Rigon        | AF Corse               | 3   | 7   | 2   | 3   | 3   | 3   | 4   | 6   | 123            |
| 4    | James Calado        | AF Corse               | 3   | 7   | 2   | 3   | 3   | 3   | 4   | 6   | 123            |
| 5    | Frédéric Makowiecki | Porsche Team Manthey   | 7   | 2   | Ret | 2   | 2   | 2   | 3   | 1   | 118            |
| 6    | Patrick Pilet       | Porsche Team Manthey   | 7   |     | Ret | 2   | 2   | 2   | 3   | 1   | 100            |
| 7    | Fernando Rees       | Aston Martin Racing V8 | 6   | 1   | 9   | 5   | 4   | 7   | 5   | 7   | 84             |
| 7    | Alex MacDowall      | Aston Martin Racing V8 | 6   | 1   | 9   | 5   | 4   | 7   | 5   | 7   | 84             |
| 8    | Christoffer Nygaard | Aston Martin Racing    | 4   | 6   | 6   | 4   | 5   | 5   |     | 4   | 81             |
| 8    | Marco Sørensen      | Aston Martin Racing    | 4   | 6   | 6   | 4   | 5   | 5   |     | 4   | 81             |
| 9    | Richie Stanaway     | Aston Martin Racing V8 | 6   | 1   | 9   | 5   | 4   |     | 5   | 7   | 78             |
| 10   | Darren Turner       | Aston Martin Racing    | 5   | 5   | Ret | 6   | 6   | 6   | 6   | 3   | 67             |
| 11   | Aleksey Basov       | SMP Racing             | 10  | 10  | 1   | 7   | 8   | 13  | 9   | 12  | 65             |
| 11   | Viktor Shaitar      | SMP Racing             | 10  | 10  | 1   | 7   | 8   | 13  | 9   | 12  | 65             |
| 11   | Andrea Bertolini    | SMP Racing             | 10  | 10  | 1   | 7   | 8   | 13  | 9   | 12  | 65             |
| 12   | Jonathan Adam       | Aston Martin Racing    |     |     |     | 6   | 6   | 6   | 6   | 3   | 47             |
| Pos. | Pilotos             | Equipo                 | SIL | SPA | LMS | NÜR | COA | FUJ | SHA | BHR | Puntos totales |

#### Trofeo LMP1 para pilotos de equipos privados
| Pos. | Piloto               | Equipo           | SIL | SPA | LMS | NÜR | COA | FUJ | SHA | BHR | Puntos totales |
| ---- | -------------------- | ---------------- | --- | --- | --- | --- | --- | --- | --- | --- | -------------- |
| 1    | Nicolas Prost        | Rebellion Racing |     |     | 2   | 2   | 3   | 1   | 1   | 3   | 134            |
| 1    | Mathias Beche        | Rebellion Racing |     |     | 2   | 2   | 3   | 1   | 1   | 3   | 134            |
| 2    | Alexandre Imperatori | Rebellion Racing |     |     | 1   | Ret | 2   | 3   | Ret | 1   | 108            |
| 2    | Dominik Kraihamer    | Rebellion Racing |     |     | 1   | Ret | 2   | 3   | Ret | 1   | 108            |
| 3    | Simon Trummer        | Team ByKolles    | Ret | Ret | EX  | 1   | 1   | 2   | 2   | 2   | 104            |
| 3    | Pierre Kaffer        | Team ByKolles    |     |     | EX  | 1   | 1   | 2   | 2   | 2   | 104            |
| 3    | Daniel Abt           | Rebellion Racing |     |     | 1   | Ret | 2   | 3   |     |     | 83             |
| 4    | Nick Heidfeld        | Rebellion Racing |     |     | 2   | 2   | 3   |     |     |     | 69             |
| 5    | Mathéo Tuscher       | Rebellion Racing |     |     |     |     |     |     | Ret | 1   | 25             |

#### Trofeo de resistencia FIA para pilotos de LMP2
| Pos. | Piloto            | Equipo           | SIL | SPA | LMS | NÜR | COA | FUJ | SHA | BHR | Puntos totales |
| ---- | ----------------- | ---------------- | --- | --- | --- | --- | --- | --- | --- | --- | -------------- |
| 1    | Roman Rusinov     | G-Drive Racing   | 1   | 9   | 2   | 2   | 1   | 1   | 2   | 1   | 178            |
| 1    | Julien Canal      | G-Drive Racing   | 1   | 9   | 2   | 2   | 1   | 1   | 2   | 1   | 178            |
| 1    | Sam Bird          | G-Drive Racing   | 1   | 9   | 2   | 2   | 1   | 1   | 2   | 1   | 178            |
| 2    | Matthew Howson    | KCMG             | 4   | 3   | 1   | 1   | 2   | Ret | 3   | 2   | 155            |
| 2    | Richard Bradley   | KCMG             | 4   | 3   | 1   | 1   | 2   | Ret | 3   | 2   | 155            |
| 3    | Gustavo Yacamán   | G-Drive Racing   | 2   | 1   | 3   | 3   | 3   | 3   | Ret | 3   | 134            |
| 3    | Ricardo González  | G-Drive Racing   | 2   | 1   | 3   | 3   | 3   | 3   | Ret | 3   | 134            |
| 3    | Pipo Derani       | G-Drive Racing   | 2   | 1   | 3   | 3   | 3   | 3   | Ret | 3   | 134            |
| 4    | Nelson Panciatici | Signatech Alpine | Ret | 4   | Ret | 5   | 6   | 2   | 1   | 4   | 86             |
| 4    | Paul-Loup Chatin  | Signatech Alpine | Ret | 4   | Ret | 5   | 6   | 2   | 1   | 4   | 86             |
| 5    | Nicolas Lapierre  | KCMG             |     | 3   | 1   |     | 2   |     |     |     | 84             |
| 6    | Nick Tandy        | KCMG             | 4   |     |     | 1   |     | Ret | 3   | 2   | 71             |
| 7    | Oliver Webb       | Team SARD Morand |     | 2   | Ret | 4   | 5   | 5   | 4   | 6   | 70             |
| 7    | Pierre Ragues     | Team SARD Morand |     | 2   | Ret | 4   | 5   | 5   | 4   | 6   | 70             |

#### Trofeo de resistencia FIA para pilotos de LMGTE Am
| Pos. | Piloto                | Equipo                  | SIL | SPA | LMS | NÜR | COA | FUJ | SHA | BHR | Puntos totales |
| ---- | --------------------- | ----------------------- | --- | --- | --- | --- | --- | --- | --- | --- | -------------- |
| 1    | Viktor Shaitar        | SMP Racing              | 3   | 3   | 1   | 1   | 1   | 6   | 3   | 5   | 165            |
| 1    | Aleksey Basov         | SMP Racing              | 3   | 3   | 1   | 1   | 1   | 6   | 3   | 5   | 165            |
| 1    | Andrea Bertolini      | SMP Racing              | 3   | 3   | 1   | 1   | 1   | 6   | 3   | 5   | 165            |
| 2    | François Perrodo      | AF Corse                | 2   | 2   | 3   | 3   | 3   | 3   | 1   | 4   | 148            |
| 2    | Emmanuel Collard      | AF Corse                | 2   | 2   | 3   | 3   | 3   | 3   | 1   | 4   | 148            |
| 3    | Paul Dalla Lana       | Aston Martin Racing     | 1   | 1   | NC  | 2   | 5   | 2   | 2   | 1   | 144            |
| 3    | Pedro Lamy            | Aston Martin Racing     | 1   | 1   | NC  | 2   | 5   | 2   | 2   | 1   | 144            |
| 3    | Mathias Lauda         | Aston Martin Racing     | 1   | 1   | NC  | 2   | 5   | 2   | 2   | 1   | 144            |
| 4    | Rui Águas             | AF Corse                | 2   | 2   | 3   | 3   | 3   | 3   | 1   |     | 136            |
| 5    | Patrick Long          | Dempsey Racing-Proton   | 6   | 5   | 2   | 4   | 4   | 1   | 4   | 3   | 131            |
| 5    | Marco Seefried        | Dempsey Racing-Proton   | 6   | 5   | 2   | 4   | 4   | 1   | 4   | 3   | 131            |
| 6    | Patrick Dempsey       | Dempsey Racing-Proton   | 6   | 5   | 2   | 4   | 4   | 1   | 4   |     | 116            |
| 7    | Khaled Al Qubaisi     | Abu Dhabi-Proton Racing | 5   | 4   | Ret | 6   | 2   | 5   | 7   | 2   | 82             |
| 8    | Christian Ried        | Abu Dhabi-Proton Racing | 5   | 4   | Ret | 6   | 2   | 5   | 7   |     | 79             |
| 8    | Christian Ried        | Dempsey Racing-Proton   |     |     |     |     |     |     |     | 3   | 79             |
| 9    | Stuart Hall           | Aston Martin Racing     | 4   | 6   | Ret | 7   | 6   | 7   | 6   | 7   | 54             |
| 9    | Francesco Castellacci | Aston Martin Racing     | 4   | 6   | Ret | 7   | 6   | 7   | 6   | 7   | 54             |

### Campeonatos de constructores
Dos títulos de los constructores se disputarán, uno para LMP y uno para LMGTEs. El Campeonato Mundial de Resistencia para los constructores solo está abierta a los participantes de constructores en la categoría LMP1, mientras que la Copa del Mundo de Resistencia de constructores de GT permite que participen todos los pilotos de los constructores registrados en LMGTE Pro y LMGTE Am. Los dos primeros coches de terminen de cada constructor ganan puntos para el campeonato.

#### Campeonato Mundial de Resistencia para constructores
| Pos. | Constructor | SIL | SPA | LMS | NÜR | COA | FUJ | SHA | BHR | Puntos totales |
| ---- | ----------- | --- | --- | --- | --- | --- | --- | --- | --- | -------------- |
| 1    | Porsche     | 2   | 2   | 1   | 1   | 1   | 1   | 1   | 1   | 344            |
| 1    | Porsche     | Ret | 3   | 2   | 2   | 5   | 2   | 2   | 5   | 344            |
| 2    | Audi        | 1   | 1   | 3   | 3   | 2   | 3   | 3   | 2   | 264            |
| 2    | Audi        | 5   | 5   | 4   | 4   | 3   | 4   | 4   | 6   | 264            |
| 3    | Toyota      | 3   | 4   | 6   | 5   | 4   | 5   | 5   | 3   | 164            |
| 3    | Toyota      | 4   | 6   | 8   | 6   | Ret | 6   | 6   | 4   | 164            |
| 4    | Nissan      |     |     | NC  |     |     |     |     |     | 0              |
| 4    | Nissan      | Ret |     |     |     |     |     |     |     | 0              |

#### Copa del Mundo de Resistencia de constructores de GT
| Pos. | Constructor  | SIL | SPA | LMS | NÜR | COA | FUJ | SHA | BHR | Puntos totales |
| ---- | ------------ | --- | --- | --- | --- | --- | --- | --- | --- | -------------- |
| 1    | Porsche      | 2   | 2   | 3   | 1   | 1   | 2   | 1   | 1   | 290            |
| 1    | Porsche      | 7   | 3   | 7   | 2   | 2   | 4   | 3   | 5   | 290            |
| 2    | Ferrari      | 1   | 4   | 1   | 3   | 3   | 1   | 2   | 2   | 286            |
| 2    | Ferrari      | 3   | 7   | 2   | 7   | 7   | 3   | 4   | 6   | 286            |
| 3    | Aston Martin | 4   | 1   | 6   | 4   | 4   | 5   | 5   | 3   | 192            |
| 3    | Aston Martin | 5   | 5   | 8   | 5   | 5   | 6   | 6   | 4   | 192            |